# Cenabum
Cenabum (někdy též Genabum) bylo hlavní sídlo galského kmene Karnutů v místech dnešního francouzského města Orléans. Jednalo se o oppidum a obchodní středisko ležící na břehu řeky Loiry.

## Keltské období
Cenabum se formovalo jako centrum keltského kmene Karnutů, kdy těžilo ze své výhodné strategické polohy na řece Loiře. Oppidum bylo obehnáno palisádou a suchými příkopy, s protějším břehem bylo spojeno mostem. Jednalo se o obchodní centrum s obilovinami pro celou oblast Beauce. Zmínku zaznamenal také Strabón ve svém díle Geografika, kdy o městě (Κήναβον) hovoří jako o obchodním centru Karnutů (τὸ τῶν Καρνούντον ἑμπόριον).

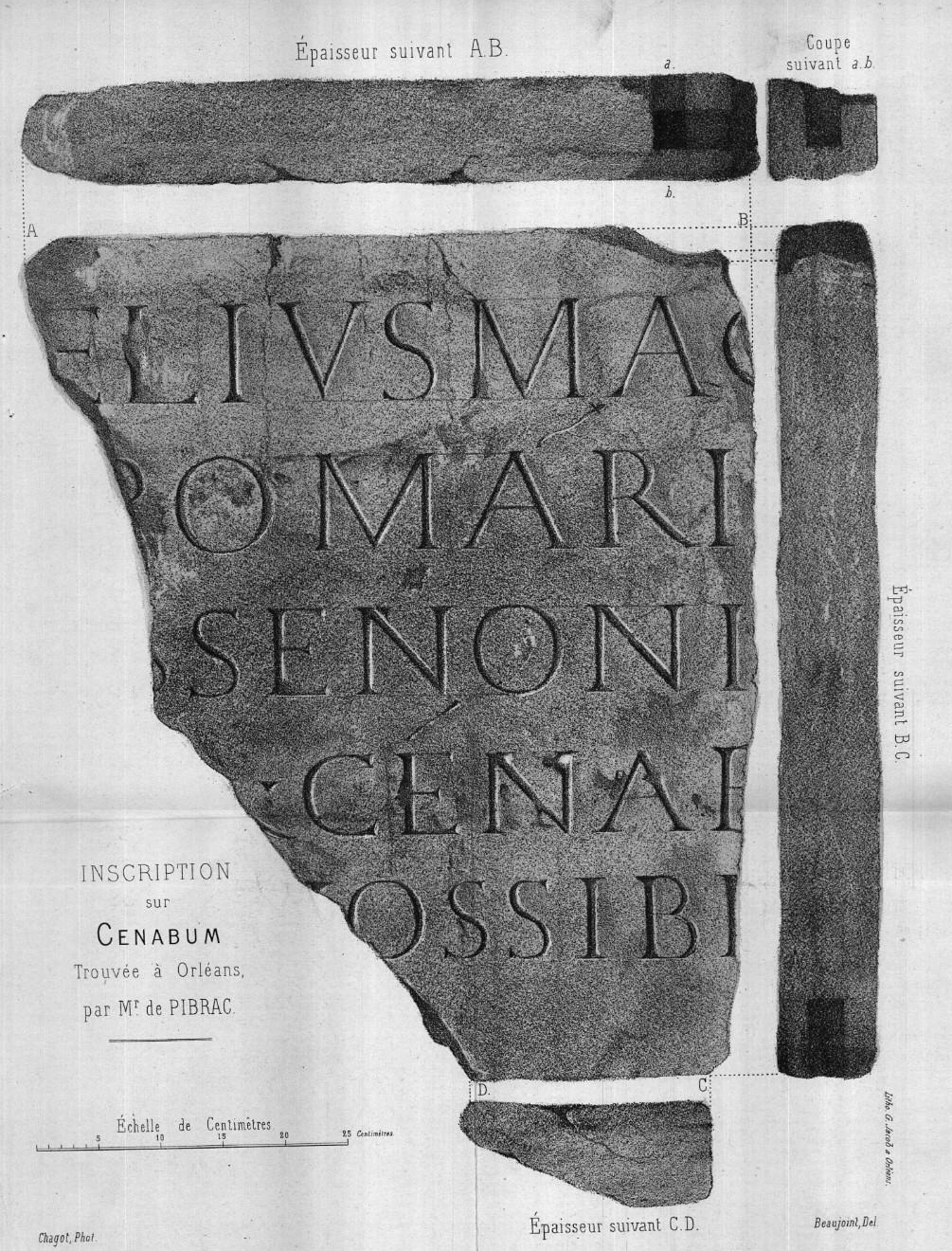
Mramorová deska s názvem města Cenab, nalezená v Orléans v roce 1846.

## Galořímské období
Pro Julia Caesara bylo po vypuknutí galských válek zásadní získat kontrolu nad tímto strategickým místem. Podařilo se mu celkem snadno zřídit zde protektorát poté, co získal na svoji stranu galského předáka Tasgetia, kterého za věrné služby učinil králem Karnutů. Cenabum se stává důležitým obchodním střediskem pro zásobování Římany obilím. V roce 54 př. n. l. je však Tasgetius, vnímaný místními obyvateli jako zrádce, zavražděn, a proto je Caesarem do oblasti vyslán Lucius Munatius Plancus, aby potrestal pachatele a sjednal pořádek. Povstání galských kmenů pod velením Vercingetorixe a jiných kmenových vůdců v roce 53 př. n. l. mělo svůj původ právě v Cenabu. Římští obchodníci, kteří se zde usazovali, a mezi nimi také Gaius Fufius Cita, ustanovený zde Caesarem jako dozorce pro obchod s obilím a pro zásobování svých legií, byli zmasakrováni a vhozeni do Loiry, což vedlo v propuknutí povstání po celé Galii. V roce 52 př. n. l. přispěchá Caesar z Itálie a rozestaví své vojsko kolem města. Obléhání však není nutné. Obyvatelé se po příchodu vojska pokusí utéci přes dřevěný most na Loiře, zarazí se však v úzkém průchodu brány. Mezitím římské vojsko zdolá hradby a vpadne do města. Obyvatelstvo je poté zmasakrováno a město vypáleno.
V průběhu následujících století prochází Cenabum řadou stavebních úprav, na křižovatce dvou římských cest je zbudováno fórum, kolem kterého se v první polovině 1. století začíná rodit nová městská zástavba. Na konci 1. století je ve městě zbudováno divadlo a další monumentální budova, jejíž funkci však neznáme (možná se jednalo o chrám).
Nové dějiny se začínají psát ve 3. století n. l., kdy se římský císař Aurelián rozhodne z města učinit centrum pro blízké okolí. Město je nazváno Civitas Aurelianorum, nese tedy jméno císaře. Tento název také stojí u zrodu dnešního jména Orléans.
V roce 451 je město neúspěšně obléháno hunským vojskem pod vedením Attily, proti kterému se postaví římské vojsko pod vedením generála Flavia Aetia spojené s vojsky franckého krále Merovecha a vizigótského krále Theodoricha.